# Nasty Reputation
Nasty Reputation, pubblicato nel 1991, è il secondo album della band heavy metal del chitarrista tedesco Axel Rudi Pell.

## Tracce
1. I Will Survive
2. Nasty Reputation
3. Fighting The Law
4. Wanted Man
5. When A Blind Man Cries
6. Land Of The Giants
7. Firewall
8. Unchain The Thunder
9. Open Doors (Instrumental)

## Formazione
- Axel Rudi Pell – chitarra
- Rob Rock – voce
- George Hahn – tastiera
- Kai Raglewski – basso
- Jörg Michael – batteria